# Actinodaphne borneensis
Actinodaphne borneensis är en lagerväxtart som beskrevs av Carl Daniel Friedrich Meisner. Actinodaphne borneensis ingår i släktet Actinodaphne och familjen lagerväxter. Inga underarter finns listade i Catalogue of Life.